# Свердловка (Жетысуская область)
Свердловка — упразднённое село в Кербулакском районе Жетысуской области Казахстана. Входило в состав Развильнинского (ныне Жайнак батырского) сельского округа. Упразднено в середине 1980-х годов.

## География
Располагалось в 2 км к юго-востоку от села Жаналык (Развильное).

## История
Село Спасовское основано в 1912 г. На 1913 г. в селе значатся 24 двора. По-видимому, в 1984 или 1985 году присоединено к селу Развильное (ныне юго-восточная часть села), так как в справочнике «Казахская ССР. Административно-территориальное деление на 1-е января 1986 г.» населённый пункт с таким названием в Развильненском сельсовете уже не значится.

## Население
На карте 1984 г. в селе значатся 500 человек.